# Odontesthes smitti
Odontesthes smitti är en fiskart som först beskrevs av Fernando Lahille 1929.  Odontesthes smitti ingår i släktet Odontesthes och familjen Atherinopsidae. Inga underarter finns listade i Catalogue of Life.